# Francisco Uriburu
Francisco Paulo Uriburu (Salta, 13 de julio de 1837 - Buenos Aires, 10 de febrero de 1906) fue un empresario y político argentino, que se desempeñó como ministro de Hacienda, diputado y senador nacional, entre otros cargos.
Fundador de la ciudad de Villa Elisa, Provincia de Buenos Aires en el 8 de mayo del año 1888. Dicho nombre fue en honor a una de sus hijas llamada Elisa.

## Biografía
En su juventud fue prisionero del gobernador salteño Cleto Aguirre, luego haber tomado parte en una revolución. Antes de su incursión en la política se dedicó a los negocios. El 19 de marzo de 1864 contrajo matrimonio con su prima hermana Dolores Uriburu Castro, con quien tuvo seis hijos. Uno de ellos, Enrique Casiano Uriburu y Uriburu fue Ministro de Hacienda de la Nación en 1930, después de haber sido presidente del Banco de la Provincia de Buenos Aires.
En 1872 fue elegido diputado nacional representando a su provincia natal. Se trasladó luego a Buenos Aires, afiliándose al Partido Autonomista y teniendo posteriormente discrepancias con su líder, Adolfo Alsina.
Entre 1881 y 1882 fue Ministro de Hacienda de la Provincia de Buenos Aires, durante la gestión del gobernador Dardo Rocha. En 1890 se desempeñó, durante unos meses, como ministro de dicha cartera a nivel nacional, designado por el entonces presidente Miguel Juárez Celman, renunciando a su cargo por su incapacidad para resolver la crisis económica imperante en aquel entonces. Durante su corta gestión la situación financiera comenzó a entrar en crisis, cuando quebraron decenas de bancos, varias instituciones financieras debieron afrontar crisis de pagos, llevando casi a la quiebra a varios bancos extranjeros, la llegada de capitales exteriores cesó por completo, iniciándose la fase más crítica de la crisis financiera de 1890
En 1892 se desempeñó como interventor federal de la provincia de Mendoza, durante aproximadamente un mes, convocando a elecciones donde ganó Deoclecio García. Seis años más tarde, en 1898, fue elegido senador nacional por Salta, muriendo en ejercicio de dicho cargo.
De ideas ultraconservadoras, sus discursos en el Senado pronunció un discurso contra la participación política de la mujer:

Lanzar a la mujer a la vida política es fomentar la disolución de la familia con gérmenes de anarquía. Es disminuir el poder marital. Es propender a la disolución de los matrimonios, porque ya no seducirá al hombre constituir un hogar cuya dirección no le pertenece.
Francisco Uriburu, en un discurso en el Senado